# Pata (powiat Galanta)
Pata (węg. Vágpatta) – wieś (obec) na Słowacji, w kraju trnawskim, w powiecie Galanta. Miejscowość położona jest na Nizinie Naddunajskiej.